# Silver Creek (municipalité rurale)
Pour les articles homonymes, voir Silver Creek.
Silver Creek est une municipalité rurale du Manitoba située à l'ouest de la province dans la région de Parkland. La population de la municipalité s'établissait à 532 personnes en 2001. La réserve amérindienne Waywayseecappo se trouve à la limite est de la municipalité.

## Territoire
Les communautés suivantes sont comprises sur le territoire de la municipalité rurale:
- Angusville
- Silverton

## Référence
- (en) Cet article est partiellement ou en totalité issu de l’article de Wikipédia en anglais intitulé « Rural Municipality of Silver Creek » (voir la liste des auteurs).